# (322) Feo
(322) Feo es un asteroide perteneciente al cinturón de asteroides descubierto por Alphonse Louis Nicolas Borrelly el 27 de noviembre de 1891 desde el observatorio de Marsella, Francia.
Está nombrado por Feo, una de las Híades en la mitología griega.

## Características orbitales
Feo está situado a una distancia media de 2,781 ua del Sol, pudiendo acercarse hasta 2,096 ua. Su excentricidad es 0,2463 y la inclinación orbital 8,055°. Emplea 1694 días en completar una órbita alrededor del Sol.